# Ofelia Malinov
Ofélia Malínov (in bulgaro Офе́лия Мали́нов?, Ofélija Malínov; Bergamo, 29 febbraio 1996) è una pallavolista italiana, palleggiatrice dello Zeren.

## Biografia
Proviene da una famiglia legata alla pallavolo, essendo figlia dell'allenatore bulgaro Atanas Malinov e della ex pallavolista Kamelia Arsenova.

## Carriera

### Club

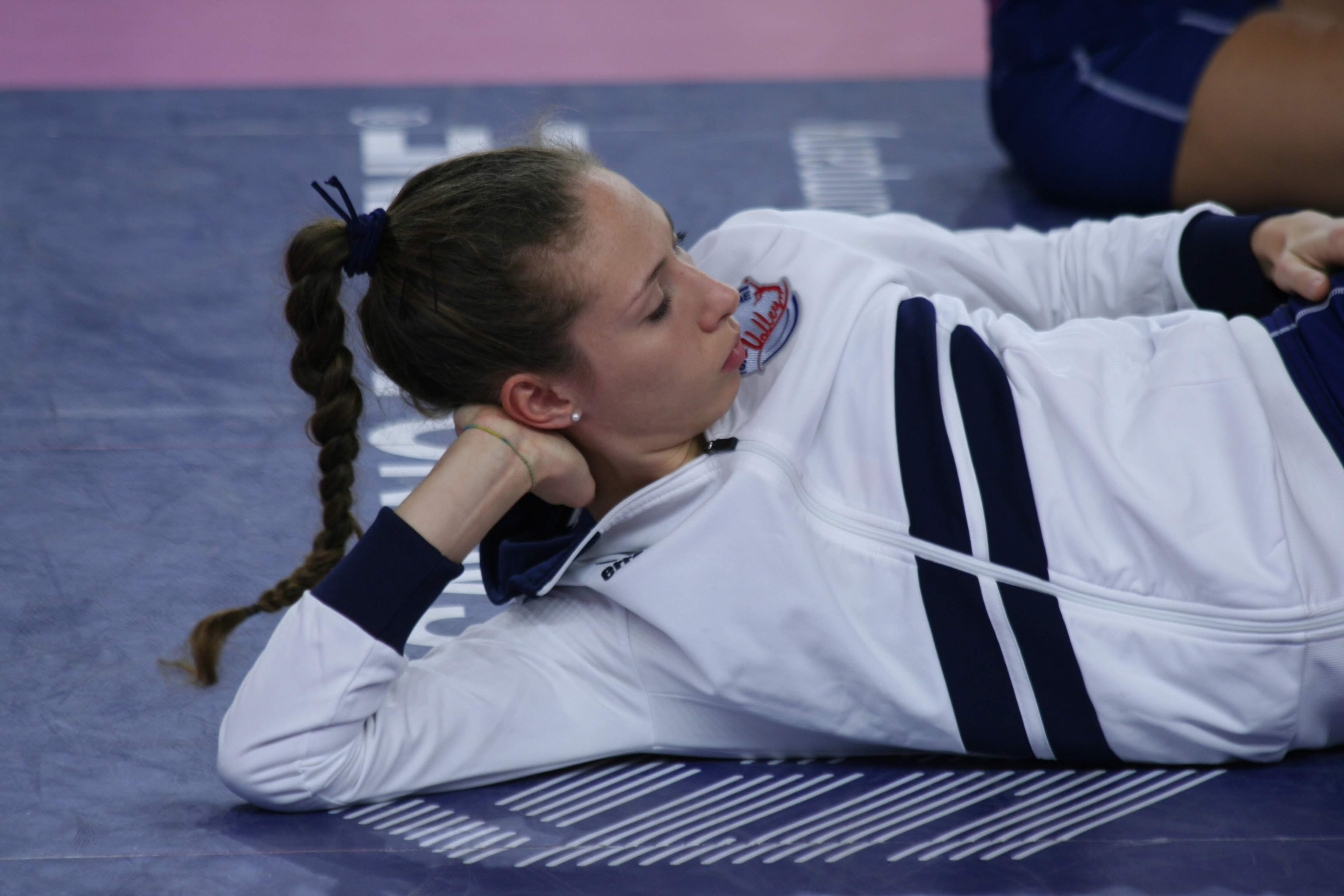
Malinov in riscaldamento prepartita alla Savino Del Bene nel 2018

La carriera di Ofelia Malinov comincia nella stagione 2011-12, quando viene ingaggiata dal Bruel Bassano, in Serie B1, squadra a cui resta legata per oltre tre annate. A metà stagione 2014-15 viene ceduta alla squadra federale del Club Italia, in Serie A2: con la stessa squadra debutta in Serie A1 nella stagione 2015-16. Per il campionato 2016-17 passa all'Imoco di Conegliano, aggiudicandosi la Supercoppa italiana e la Coppa Italia, prima di accasarsi al Bergamo nella stagione successiva.
Nella stagione successiva è alla Savino Del Bene, dove resta per quattro annate e mezza, vincendo la Challenge Cup 2021-22, prima di trasferirsi a metà campionato 2022-23 al Firenze. Nell'annata 2023-24 milita ancora in Serie A1, vestendo la maglia del Chieri '76 ed aggiudicandosi la Coppa CEV.
Per il campionato 2024-25 si trasferisce in Turchia, per difendere i colori dello Zeren, neopromosso in Sultanlar Ligi.

### Nazionale
Negli anni al club di Bassano del Grappa fa parte della nazionale under 18, con cui vince la medaglia d'oro al Torneo 8 Nazioni 2012, premiata anche come MVP, e quella d'argento al campionato europeo di categoria 2013, di quella under 19 e, dal 2014, anche nella nazionale maggiore, debuttando nel World Grand Prix. Con la selezione italiana conquista la medaglia d'argento al World Grand Prix 2017, l'argento al campionato mondiale 2018 e la medaglia di bronzo al campionato europeo 2019.
Nel 2021 partecipa ai Giochi della XXXII Olimpiade di Tokyo, uscendo ai quarti di finale, e al campionato europeo, vincendo la medaglia d'oro. Nel 2022 ottiene la medaglia d'oro alla Volleyball Nations League e quella di bronzo al campionato mondiale.

## Palmarès

### Club
- Coppa Italia: 1

2016-17
- Supercoppa italiana: 1

2016
- Coppa CEV: 1

2023-24
- Challenge Cup: 1

2021-22

### Nazionale (competizioni minori)
- Torneo 8 Nazioni under 18 2012
- Campionato europeo under 18 2013
- Montreux Volley Masters 2018
- Montreux Volley Masters 2019

### Premi individuali
- 2012 - Torneo 8 nazioni under 18 2012: MVP
- 2018 - Campionato mondiale: Miglior palleggiatrice